# Christian de Fischer
Christian de Fischer (1. maj 1755 i København – 18. april 1822 i Grenaa) var en dansk officer og generalkrigskommissær.
Han var søn af justitsråd, auktionsdirektør, senere slotsforvalter Mouritz Christian Fischer (1703-1778) og Maria Elisabeth Cölner (1716-1765), blev student 1771 (privat dimitteret eller ved Vordingborg lærde Skole). Han læste ved Universitetet, men blev så 1772 kadet ved Slesvigske Rytterregiment. Fischer avancerede 1774 til beskikket regimentskvartermester, blev 1790 overkrigskommissær, 1791 leder af den militære rekruttering i en del af Jylland, 1794 afgang fra regimentet som beskikket krigs- og landkommissær for 2. jyske distrikt, 1802 karakter som generalkrigskommissær, fik 1802 rang i 2. klasse nr 11. og blev 12. juni 1811 adlet med samme våben som hans farfars fætter havde fået ca. 100 år før. 1813 blev Fischer Ridder af Dannebrog og blev senere Dannebrogsmand.
7. december 1775 ægtede han Frederikke Louise Monrad (15. maj 1760 – 19. december 1838), datter af Peder Ethraim Monrad og Christine Dorthea Bierg. Parret fik 11 børn. Han stiftede et fideikommis, som stadig ejes af hans efterkommere.
Han er begravet i Grenaa.